# Giờ chuẩn Singapore
Giờ chuẩn Singapore hay SST hoặc Waktu Piawai Singapura (WPS) (tiếng Trung: 新加坡標準時間) được sử dụng ở Singapore nó nhanh hơn 8 tiếng so với giờ GMT (UTC+08:00).

## Lịch sử
Khi còn là một phần của Malaya thuộc Anh, Singapore dùng theo giờ của Mã Lai nhanh hơn 7 tiếng 30 phút so với GMT.
Sau khi bị Nhật chiếm đóng, Malaya dùng giờ Tokyo là GMT+9 vào ngày 15 tháng 2 năm 1942. Mặc dù có văn bản chính thức về việc sử dụng giờ Tokyo nhưng theo thói quen người ta vẫn giữ cả hai: giờ theo trước khi chiếm đóng ở nhà và giờ Tokyo trên các đồng hồ đeo tay.
Kết thúc Thế chiến thứ hai Malaya trở về với Anh, Singapore lại sử dụng giờ như trước.

### Malaysia chuẩn hóa
Năm 1981, Malaysia quyết định sử dụng múi giờ chuẩn trên toàn lãnh thổ theo UTC+08:00. Singapore bầu làm theo, với lý do phù hợp với kinh doanh và du lịch. Ngày 1 tháng Giêng 1982 thay đổi có hiệu lực, Singapore tăng thêm thời gian lên nửa tiếng, hình thành "Giờ chuẩn Singapore" (SST). SST nhanh hơn 8 tiếng so với GMT và cùng thời điểm với Hong Kong, Đài Loan, Bắc Kinh, Manila và Perth.
| Thời gian sử dụng                          | So với GMT |
| 1 tháng 6 năm 1905 - 31 tháng 12 năm 1932  | UTC+07:00  |
| 1 tháng 1 năm 1933 - 31 tháng 8 năm 1941   | UTC+07:20  |
| 1 tháng 9 năm 1941 - 15 tháng 2 năm 1942   | UTC+07:30  |
| 15 tháng 2 năm 1942 - 11 tháng 9 năm 1945  | UTC+09:00  |
| 12 tháng 9 năm 1945 - 31 tháng 12 năm 1981 | UTC+07:30  |
| 1 tháng 1 năm 1982 – hiện tai              | UTC+08:00  |